# Lijst van Japanse historische motorfietsmerken
Hieronder staat een lijst van van Japanse historische motorfietsmerken zonder eigen artikel.

### Auto-Bit
De fabriek die de motoren produceerde, Auto-Bit Motorcycle Works, was gevestigd in Tokio en was een Japanse fabriek die tussen 1952 en 1962 kopieën maakte van Britse 249 cc motorfietsen.

### BIM
B.I.M. Motorcycle Company was van 1956 tot 1961 een kleine Japanse fabrikant van motorfietsen. BIM kopieerde de 248-, 348-, 498- en 650 cc BMW-zijklepmotoren, zonder commercieel succes.

### Center Motor
Center Motor Co. Ltd. is een historisch merk van motorfietsen uit Tokio dat bestaan heeft van 1950 tot 1962. Men produceerde er sportieve 150 cc kopklepmachines.

### DNB
(D.N.B.-Mfg. Co. Ltd., Tokio 1957 - 1961). Dit was een Japans merk dat motorfietsen met 123-, 197- en 247 cc eencilinder motoren bouwde.

### Echo
Echo Tosho Motors Ltd., Tokio. Japans motormerk dat kort voor 1960 op de markt verscheen met 123- en 148 cc tweetaktmachines en ook de “Panda” scooter bouwde. Kort na 1960 verdween het merk van de motormarkt. Zie ook Tosho.

### Elsinore
Elsinore is een bedrijf dat van 1973 tot 1983 de crossmotoren ontwikkelde voor Honda. Elsinore bouwde de eerste Honda-crossmotoren met tweetaktblokken. De eerste werd gebouwd in februari 1973.

### Emro
Emro is een historisch Japans motorfietsmerk dat in 1957 een 500 cc tweetakt paralleltwin produceerde.

### Emuro
Emuro Mfg. Company, Tokio was een Japanse fabriek die in 1953 begon met de bouw van tweetakten met 98- tot 248 cc motoren. De productie werd tussen 1956 en 1960 weer beëindigd.

### Fuji Kikai
Japans merk dat in 1961 op de markt kwam met de Queen Sunlight eencilinder motorfiets. Deze had een 123 cc tweetaktmotor met vier versnellingen die een topsnelheid van 90 km/uur haalde. Zie ook Itagaki.

### Giant
Murato Iron Works. Waarschijnlijk maakte dit Japanse merk de eerste compleet Japanse motorfiets van na de Eerste Wereldoorlog. Hij werd in 1924 gepresenteerd en was ontwikkeld door Kamosuke Uchiyama.

### Hosk
Nikon Kososu Kikan Company, Hosk Motor Company, Tokio. Japans merk dat vanaf 1955 een grote variatie van 123 cc tweetakten, 248- en 348 cc kopklep-eencilinders en 498 cc paralleltwins bouwde. Men had bij het ontwerpen van deze motorfietsen waarschijnlijk veel gekopieerd van het Duitse merk Horex.

### Hurricane
(Fuji Kogyo, later Fuji Heavi Industries Ltd., Chiyoda-ku, Tokio 1945 - 1968). Japanse vliegtuigfabriek die lichte motorfietsen met tweetaktmotoren en een 348 cc kopklepmotor bouwde. Daarnaast ook 90- en 123 cc Rabbit-scooters. Tegenwoordig is het bedrijf bekend van de Subaru-auto's. Zie ook FHI

### IMC
IMC stond voor: Ito Motors Company. Deze Japanse firma presenteerde in 1951 het model M, een 247 cc viertakt. In 1960 volgde het model KB met een 246 cc tweecilinder tweetaktblok en de Junior BC 124 cc tweecilinder tweetakt. Korte tijd daarna werd de productie beëindigd.

### International
International is een historisch Japans motorfietsmerk dat van 1952 tot 1957 lichte motorfietsen met 150 cc viertaktmotoren maakte.

### Kanto
(Kanto Motorcycle Company, Hamamatsu 1957 - 1960). Dit was een Japans fabriekje dat gedurende een korte periode 123 cc tweetaktjes produceerde.

### Katakura
(Katakura Cycle Co. Ltd., Kobyashi, Chuo-ku, Tokyo). Japans merk dat rond 1956 begon met de productie van vele modellen motorfietsen en bromfietsen met eigen 48- tot 248 cc tweetaktmotoren. De productie eindigde tussen 1966 en 1970.

### Martin
Martin is een historische Japanse fabriek die van 1956 tot 1961 motorfietsen met 124-, 198- en 246 cc tweetaktmotoren maakte. Er waren meer merken met de naam Martin, zie Martin (Frankrijk) en Martin (Londen).

### Mishima Nainenki
Dit Japanse merk bracht in 1955 een motorfiets met een 250 cc kopklepmotor uit. In 1956 volgde een 123 cc tweetakt.

### Miyata
(Miyata Works Ltd., Higashirokogu, Ota-ku, Tokio 1909 - 1964). Oude Japanse firma, die na de Tweede Wereldoorlog voornamelijk bromfietsen en lichte motorfietsen met tweetaktmotoren tot 173 cc maakte.

### Monarch
Japans merk dat tussen 1955 en 1962 eencilinder viertakten van 346 en 496 cc leverde, die in feite Norton-kopieën waren. Voor andere merken met de naam Monarch, zie Monarch (Birmingham) - Monarch (New York)

### NMC
NMC was een klein Japans motorfietsmerk dat tussen 1951 en 1965 123- en 173 cc tweetakten produceerde.

### OMC
OMC stond voor: Orange Boulevard Motorcycle Company. Japans bedrijfje van Takao Fujii dat diverse specials bouwde, zoals motorfietsen op basis van Bimota-frames en SOS-racers. Er waren meer merken met de naam OMC, zie OMC (Budrio) - OMC (Gerace Marina) - OMC (Londen).

### Olimpus Crown
Olimpus Crown is een historisch Japans merk dat in 1957 motorfietsen met 250 cc tweetakt-boxermotor produceerde. Deze hadden een plaatframe en cardanaandrijving. Mogelijk is er verband met het - eveneens Japanse - merk Olympus King, temeer daar de productie in dezelfde periode plaatsvond.

### Olympus King
Katayama heette het Japanse bedrijf dat van 1956 tot 1960 onder deze merknaam 123 cc tweetaktjes en 346 cc kopkleppers bouwde. Zoals de meeste Japanse merken in die tijd was er goed naar Engelse voorbeelden gekeken. Mogelijk is er verband met het Japanse merk Olimpus Crown.

### Pandora
Pandora is een historisch merk van scooters. Dit was een Japanse scooter die vanaf 1961 werd geproduceerd door Tosho. Het was een 125 cc-model met elektrische startmotor.

### Pony-Monark
Dit was een Japans merk dat vanaf 1951 147cc kopkleppers en later ook tweetakten van 123- tot 247 cc bouwde. Tussen 1961 en 1965 eindigde de productie.

### Popet
Popet is een historisch Japans merk dat in 1957 begon met de bouw van 47 cc scooters. Al vóór 1965 werd de productie beëindigd.

### Rabbit
(Fuji Heavy Industries Ltd., Chiyoda-ku, Tokio 1945 - 1968). Rabbit (Engels voor konijn) is een historisch merk van scooters. Men bouwde dat 90-, 123- en 199 cc scooters en verwierf daarmee een groot aandeel van de Japanse markt. Zie ook FHI en Hurricane.

### Rocket
Van 1952 tot eind jaren zestig werd in Japan een 150 cc zijklepper onder deze merknaam gebouwd. Dit merk leverde echter ook zwaardere viertaktmodellen en lichte motorfietsen met tweetaktmotoren. Er waren meer merken met de naam Rocket, zie Rocket (Napels) - Rocket (Verenigde Staten).

### Rotary
(Rotary Mfg. Co. Ltd., Tokio). Japans merk dat omstreeks 1953 begon met de bouw van motorfietsen. Het waren moderne 124 cc tweetakten. De productie werd in 1961 beëindigd.

### Sanko Kogyo
Sanko Kogyo is een historisch merk van scooters. Dit Japanse merk was eigendom van Mitsui en maakte van 1951 tot 1956 scooters met zijklepmotoren van 172- tot 250 cc.

### Sanyo
Sanyo is een historisch Japans merk van motorfietsen dat tussen 1958 en 1962 sportmodellen met eigen 248 cc kopklepmotoren leverde.

### Showa
(Showa Works Ltd., Matsunaga-Cho, Nazumu City, Shizuoka Pref). Japans merk dat tussen 1950 en 1955 op de markt kwam met bromfietsen, 123- tot 247 cc tweetakt-motorfietsen en 174 cc kopkleppers. Dat duurde tot 1960. Zie ook Tosho.

### Silver Star
(Silver Star Motor Mfg. Co., Tokio 1953 - 1958). Japans merk dat lichte motorfietsen met 123- en 147 cc kopklepmotoren bouwde.

### Sominoe
Sominoe is een historisch merk van scooters. Sominoe Works maakte in 1955 de Flying Feather FF 7 scooter met een 350 cc V-twin-blok.

### Tohatsu
(Tokyo Hatsudoki Co. Ltd., Kyobashi, Chuo-ku, Tokio 1935 - 1966). Tohatsu was ooit de grootste Japanse motorfietsfabrikant. Men maakte tweetakten van 49- tot 248 cc, waaronder snelle 49- en 123 cc racemachines. Zie ook Tosho.

### Tosho
Tosho was een samenwerkingsverband tussen de Japanse merken Tohatsu en Showa. Tussen 1959 en 1962 maakte men onder deze naam motorfietsen die verkocht werden als Echo, Pandora en Pandra.

### Toyomotor
(Toyomotor Motorcycle Company, Tokio). Japans merk dat in 1957 kopieën van de 246 cc Adler begon te bouwen. Tussen 1961 en 1965 werd de productie beëindigd.

### Tsubasa
(Tsubasa Motorcycle Co., Tokio). Japans merk dat (waarschijnlijk in de jaren vijftig) motorfietsen met eigen 246 cc eencilinder-kopklepmotoren bouwde. Het topmodel was de Tsubasa Takata.